# Tanja Wilhelm
Tanja Wilhelm (oktober 1957) is een Nederlands langebaanschaatsster uit Amsterdam.
Van 1985 tot 1987 nam ze enkele malen deel aan de NK Allround, het NK Sprint en de NK Afstanden op de 1000 meter. Ze won in 1983 de nationale universiteitskampioenschappen.
Op 3 januari 1987 schaatste Wilhelm haar laatste officiële wedstrijd.

## Records

### Persoonlijke records[4]
| Afstand    | Tijd    | Datum            | Baan      |
| ---------- | ------- | ---------------- | --------- |
| 500 meter  | 44,98   | 22 november 1986 | Frankfurt |
| 1000 meter | 1.29,82 | 4 januari 1986   | Utrecht   |
| 1500 meter | 2.19,16 | 22 november 1986 | Frankfurt |
| 3000 meter | 4.52,59 | 29 november 1986 | Inzell    |
| 5000 meter | 9.05,10 | 29 januari 1984  | Zakopane  |